# نگرش‌های اسلامی به علم

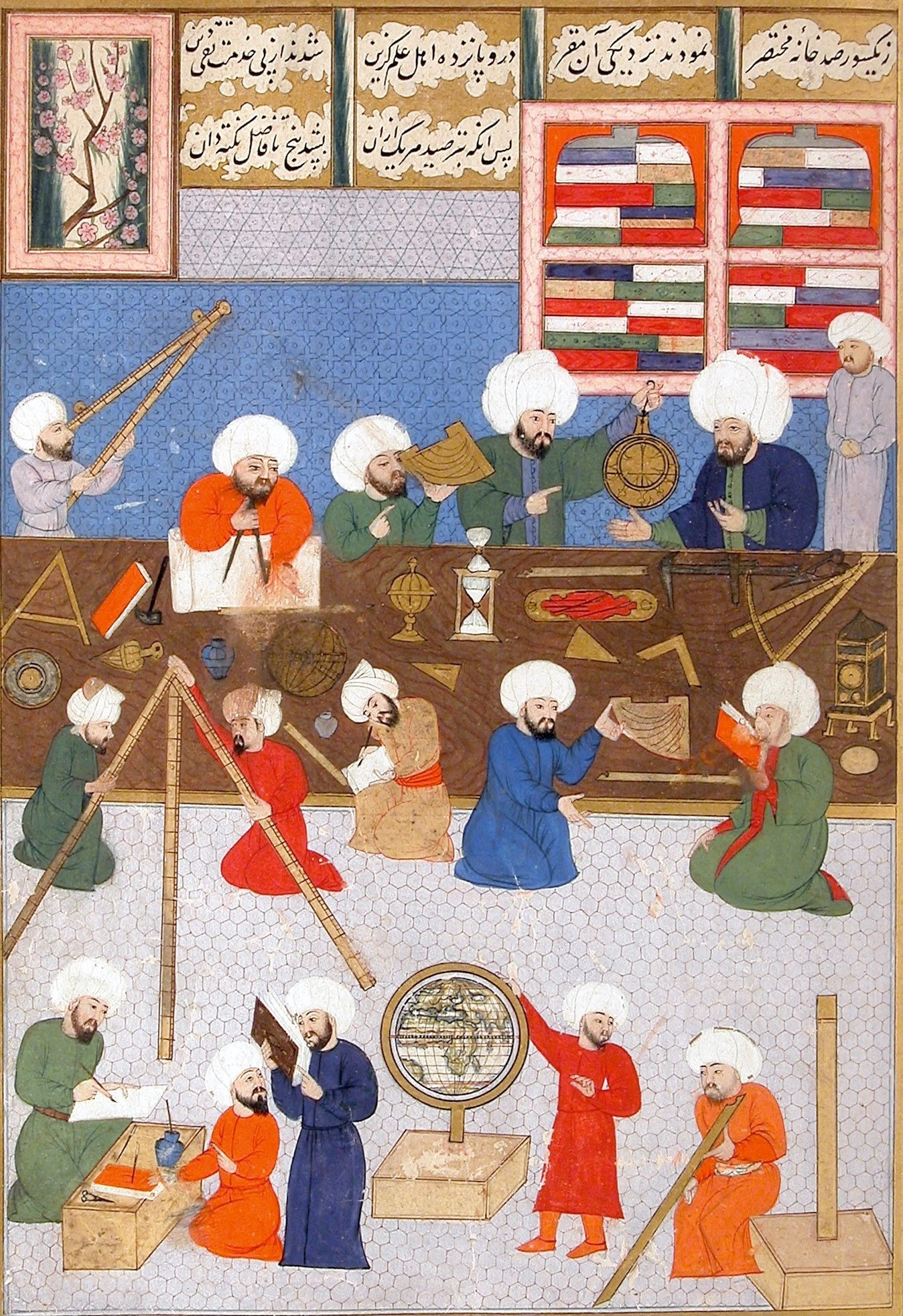
نگاره ای از ستاره شناسان عثمانی در حال کار کردن

در جامعه امروزی مسلمانان، بیشتر تمرکزی که روی مرتبط کردن اسلام و علم وجود دارد درگیر با تفسیرهای علمی قرآن است (و گاهی سنت) و نه بر اساس ترجمه ساده. یکی از این موارد ادعای اعجاز علمی قرآن در باور برخی مسلمانان است که آن را از معجزات قرآن قلمداد می‌کنند. این تفسیرها ادعا می‌کنند که این منابع نشان‌دهنده اظهارات پیش‌گویانه دربارهٔ طبیعت گیتی، رشد بیولوژیکی و زیستی و دیگر پدیده‌هایی که بعداً بواسطه تحقیقات علمی تأیید شده هستند می‌باشند، تا بدین گونه گواهی از ریشه الهی قرآن را ارائه کنند (و گاهی سنت). از طرف دانشمندان و فیلسوفان، این تلاش‌ها با عنوان «مغلطه» و سفسطه‌های منطقی، غیر علمی بودن، و تناقض داشتن با تئوری‌های علمی در حال گسترش نقد شده‌اند.
در جهان اسلام، برخی معتقد هستند که علم مدرن پیش از اروپا و کشورهای غربی ابتدا در جهان اسلام توسعه یافت، و اینکه «تمام توانایی علمی در جهان در اصل از دوران طلایی اسلام سرچشمه گرفته» و آنچه مردم آن را «روش علمی» می‌خوانند در واقع «روش اسلامی» است. مسلمانان در حمایت از دیدگاه خود مبنی بر اینکه قرآن عامل ترقی در کسب دانش باشد اغلب به آیه ۲۳۹ سوره بقره ارجاع می‌دهند «او به شما چیزهایی را آموخت که نمی‌دانستید». فیزیکدان نظری، جیم الخلیلی معتقد است که ابن هیثم (که در غرب با عنوان الهزم شناخته می‌شود) که کمک‌هایش به علم قابل مقایسه با کمک‌های آیزاک نیوتون بوده، پیشگام روش علمی مدرن بوده است. رابرت بریفالت در کتاب ساخت بشریت می‌گوید ماهیت کاملاً موجودیتی علم، همان‌طور که در ادراک و مشاعر (شعورها و حس‌های ادراک) مدرن فهمیده شده است ریشه در تفکر علمی و دانش دارد که در عصر حاضر در تمدن‌های اسلامی نیز پدیدار شده.
از طرف مقابل، برخی مردم از این نگرانند که جهان اسلام معاصر از «کمبود ژرف و عمیق درک علمی» آسیب ببیند و تاسف می‌خورند از اینکه برای مثال در کشورهایی شبیه پاکستان دانشجویان فوق لیسانس پزشکی برای این مشهور شده‌اند که برای زمین‌لرزه‌ها متهم و مقصر هستند زیرا این زمین‌لرزه‌ها ناشی از «گناهکاری، تساهل اخلاقی، انحراف از مسیر راست اسلامی» است (مبلغان اسلامی که زناء را عامل زلزله معرفی کردند) در حالی که «فقط گروهی از صداهای خفه شده از دیدگاه علمی حمایت کردند که زمین‌لرزه‌ها یک سری پدیده‌های طبیعی هستند که از فعالیت‌های انسانی تأثیر نمی‌گیرند».

## دیدگاه و رویکرد مسلمانان
از دید مظفر اقبال همه شاخه‌های دانش و علم انسانی، از یک دیدگاه اسلامی مطالعه طبیعت است که از توحید و مفاهیم یگانگی خدا در اسلام شاخه می‌گیرد. توشی‌هیکو ایزوتسو طبیعت را نه به عنوان بخشی جدا به نوعی چشم‌انداز کل‌نگر از خدا، جهان و کهکشان در نظر می‌گیرد چیزی شبیه همه‌دادارباوری و پیوند اینها را دال بر رویکرد مقدس مسلمانان به دانش علمی می‌داند و می‌گوید که طبیعت در قرآن گردآوری نشانه‌ها برای اثبات یزدانیت است.
دانش‌پژوهان و عالمان مسلمان نهایتاً منشوری از دیدگاه‌ها را تنظیم کردند برای یادگیری علمی در زمینه و زیرساخت اسلامی که هیچ‌یک از آن به صورت جهانی پذیرفته نشد. گرچه بسیاری از آنها این دیدگاه را حفظ کردند که به طور کلی کسب دانش و علم با تفکر اسلامی و عقیده مذهبی متضاد نیست.

## شخصیت های اثرگذار
- سید حسین نصر
- ابوالاعلی مودودی
- عبدالکریم سروش
- مرتضی مطهری
- حمید پارسانیا
- سید محمد نقیب العطاس
- سید منیرالدین حسینی الهاشمی
- محمدتقی مصباح یزدی